# Burg Katzenstein (Dischingen)
Burg Katzenstein ist eine der ältesten erhaltenen Stauferburgen im nach ihr benannten Teilort Katzenstein von Dischingen im Landkreis Heidenheim in Baden-Württemberg.

## Geographische Lage

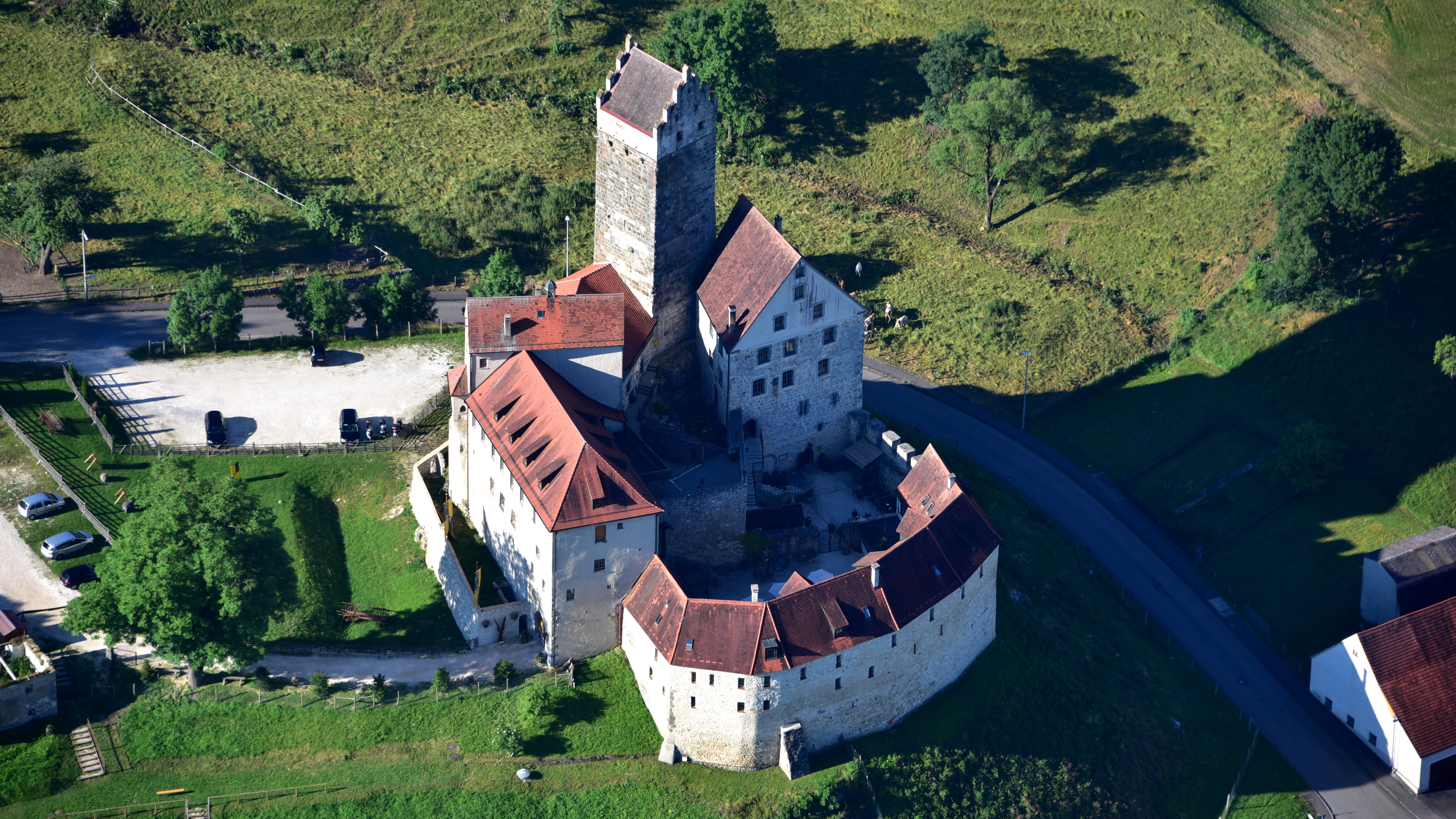
Burg Katzenstein, Luftaufnahme (2016)

Die Höhenburg befindet sich am Rande der Ries-Alb, dem östlichsten Teil der Schwäbischen Alb. Sie liegt über einem Seitental der Egau, dem Tal des Katzensteiner Bachs, nahe der Römerstraße Faimingen–Oberdorf bei Bopfingen (auch Frankensträßle genannt).

## Geschichte

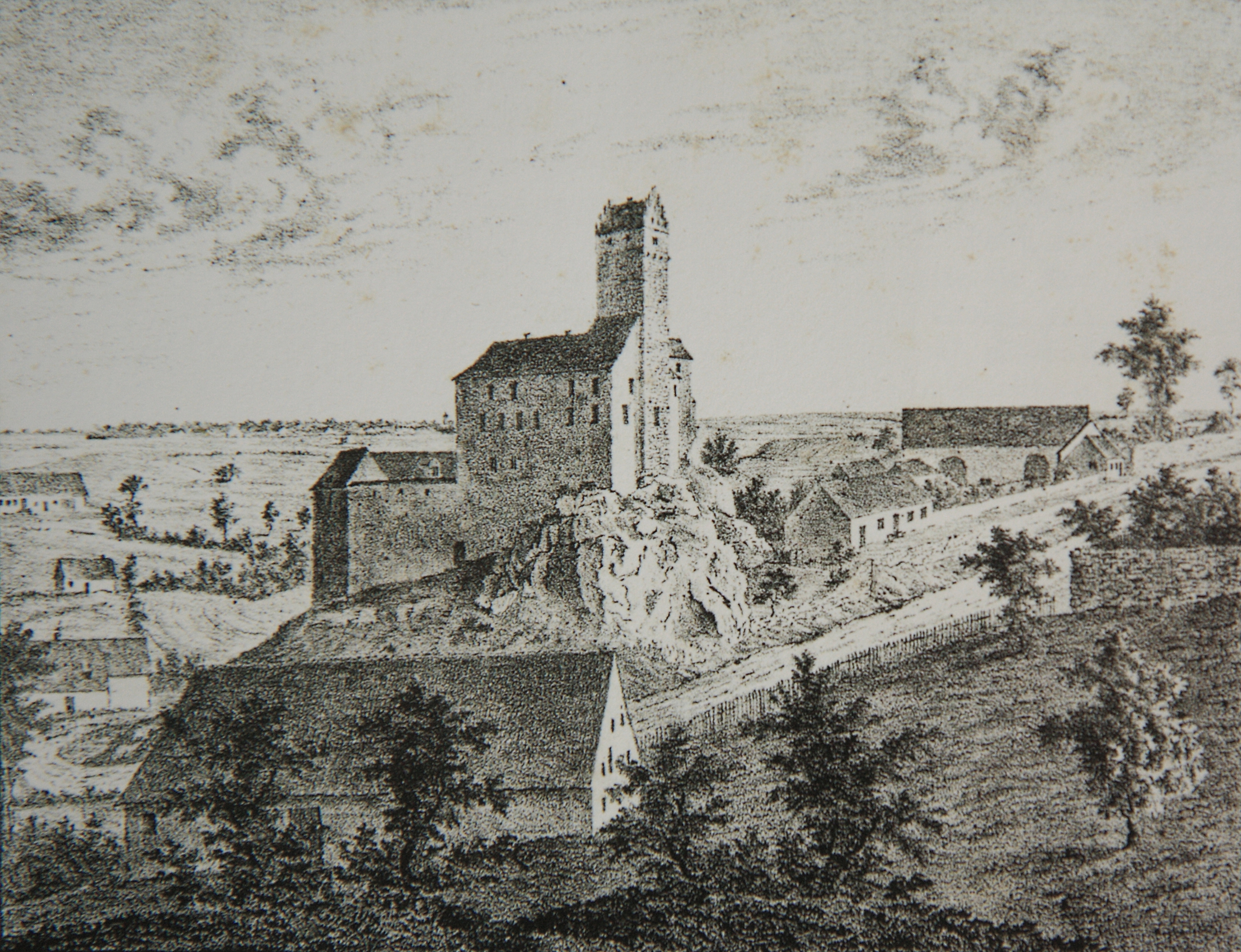
Lithographie von Louis Kolb aus der Zeit um 1830

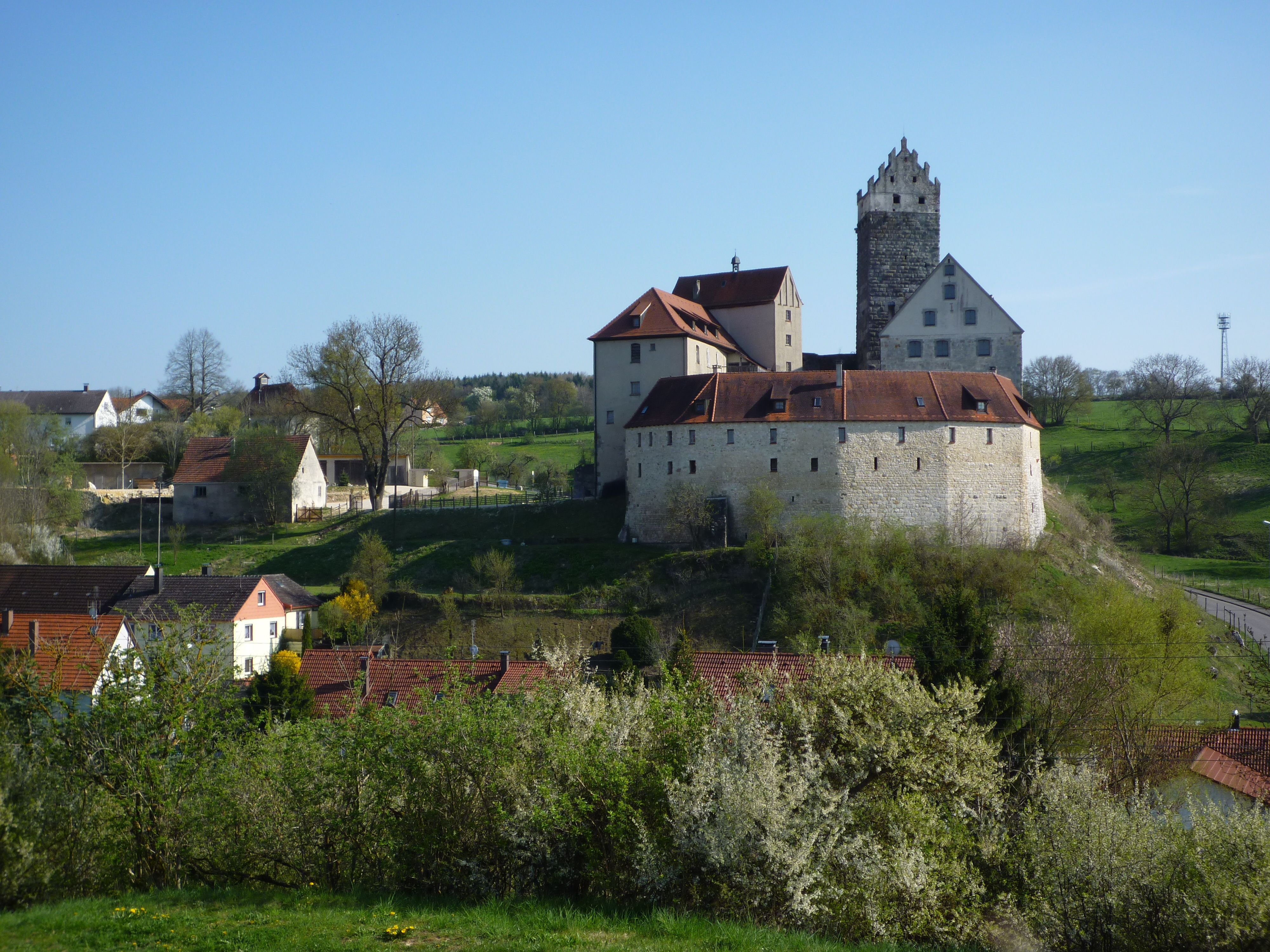
Burg Katzenstein

Im Jahre 1099 wurde in einer Urkunde, in der Bischof Emehard von Würzburg eine Kirche in Heilbronn an das Kloster Amorbach gibt, ein Odalrich de Cazzenstein als Zeuge genannt. Vor allem aufgrund der Herkunft der anderen Zeugen ist anzunehmen, dass der genannte Ritter nicht zu dieser Burg Katzenstein, sondern zur Burg Katzenstein in der fränkischen Stadt Langenburg gehörte.
Eine mit Sicherheit zu diesem Katzenstein gehörende Adelsfamilie trat spätestens im Jahre 1153 mit Rudegerus de Kazzenstein auf, diese waren Ministerialen der Grafen von Dillingen. Das letzte bezeugte Mitglied dieser Familie war Conrad von Katzenstein, welcher ab dem Jahre 1288 belegt ist und zu Dillingen saß.
Bereits seit 1262 saß eine Linie der Adelsfamilie Hürnheim auf Katzenstein, welche kurz zuvor ihren alten Sitz Burg Rauhaus verließen. Von nun an nannten sie sich nach Katzenstein. Im Jahre 1354 verkaufte Hermann von Hürnheim-Katzenstein die Burg an die Grafen von Oettingen. Diese verpfändeten die Burg an die Grafen von Helfenstein, welche 1382 Berthold von Westerstetten mit Katzenstein belehnten. 1572 erlosch die Katzensteiner Linie der Westerstetten. Daraufhin verkauften die Erben des letzten Westerstetters Katzenstein an ihren Lehensherrn, den Grafen von Oettingen.
Im Jahre 1648 steckten die Franzosen die Burg in Brand. Graf Notger Wilhelm von Oettingen-Baldern ließ sie ab 1669 wieder erneuern und baute sie zu seiner Residenz aus.
Katzenstein ging nach dem Tod vom Franz Wilhelm, dem letzten Grafen von Oettingen-Baldern, im Jahr 1798 an die fürstliche Linie Oettingen-Wallerstein über und wurde 1810 in das württembergische Oberamt Neresheim eingegliedert.
Seit 1939 ist die Burg in Privatbesitz, aber öffentlich zugänglich. Sie wurde 1997 eine herausragende Sehenswürdigkeit an der Straße der Staufer.
Im Oktober 2007 wurde die Burg Katzenstein eine von 26 Infostellen des UNESCO Geoparks Schwäbische Alb.

Wappen der Dillinger Ministerialen von Katzenstein (1288)
Wappen der Linie Hürnheim-Rauhaus und frühes Wappen der Linie Hürnheim-Katzenstein (1271–1291)
Wappen der Linie Hürnheim-Katzenstein (1385)

## Beschreibung
Die Burg Katzenstein präsentiert sich als beeindruckende Anlage mit einer Ringmauer, einem Palas und einem markanten romanischer Bergfried, dem sogenannten „Katzenturm“.
Der Katzenturm ist der älteste Teil der Burg und stammt aus dem 11. Jahrhundert. Er ist etwa 30 Meter hoch und zeichnet sich durch seine massiven Buckelquader aus. Der ursprüngliche Eingang lag in sieben Metern Höhe.
Der Palas ist ein spätromanisches Gebäude.
Die Burg besitzt eine romanische Burgkapelle aus dem 13. Jahrhundert, die dem Heiligen Laurentius geweiht ist und einzigartige Fresken  aus der Übergangszeit von der Spätromanik zur Frühgotik beherbergt.
Es gibt eine Vorburg mit einem Torhaus und einem einstigen Graben, der heute durch einen Steindamm überbrückt wird.
Im unteren Wehrgang wurde die Burgschänke „Zum Marstall“ eingerichtet, während der obere Wehrgang Gästezimmer beherbergt.
Das teilweise wiederaufgebaute Neue Schloss stammt aus dem 17. Jahrhundert. Der dortige Grafensaal wurde nach dem Brand von 1995 renoviert.

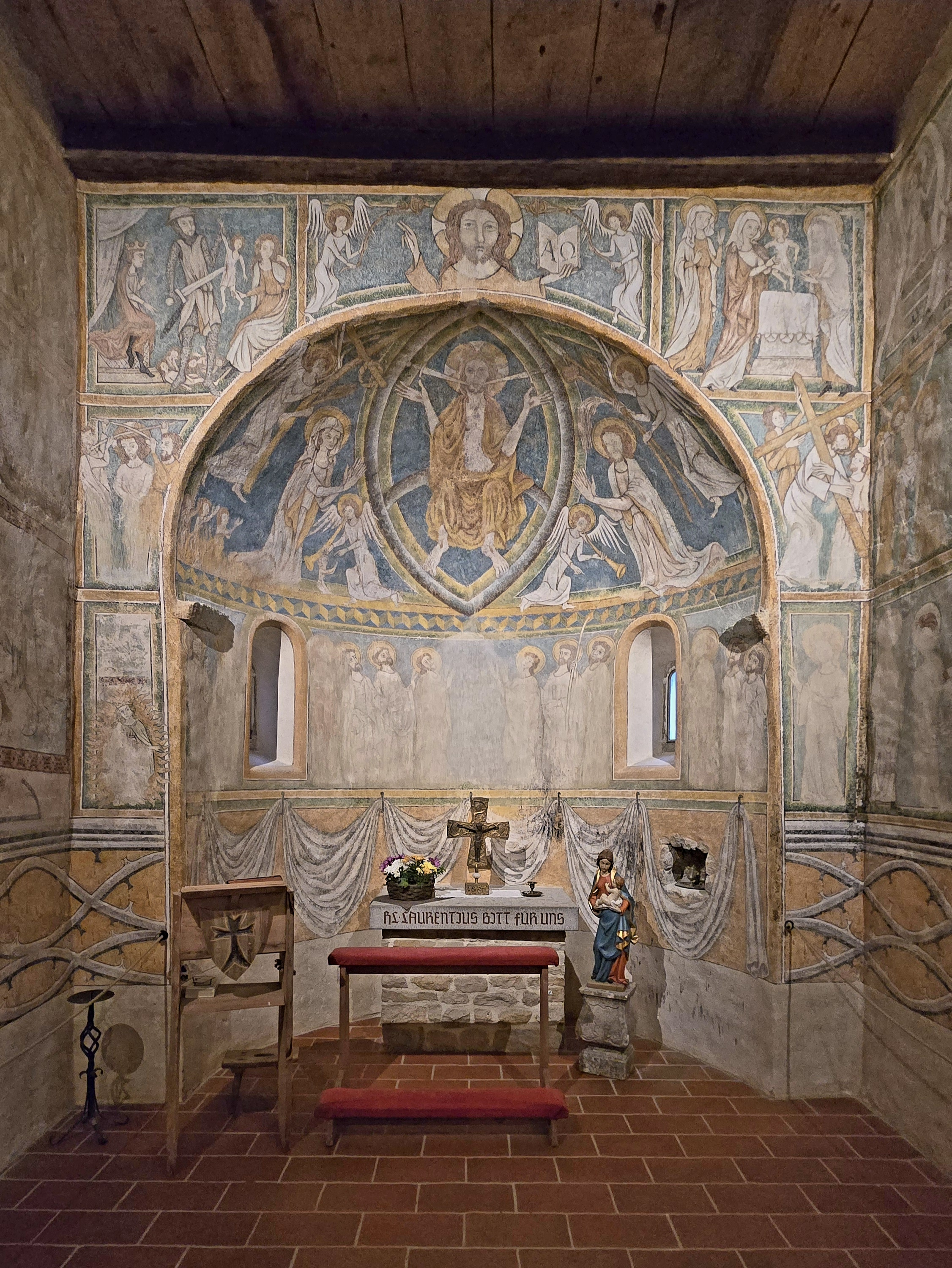
Kapelle
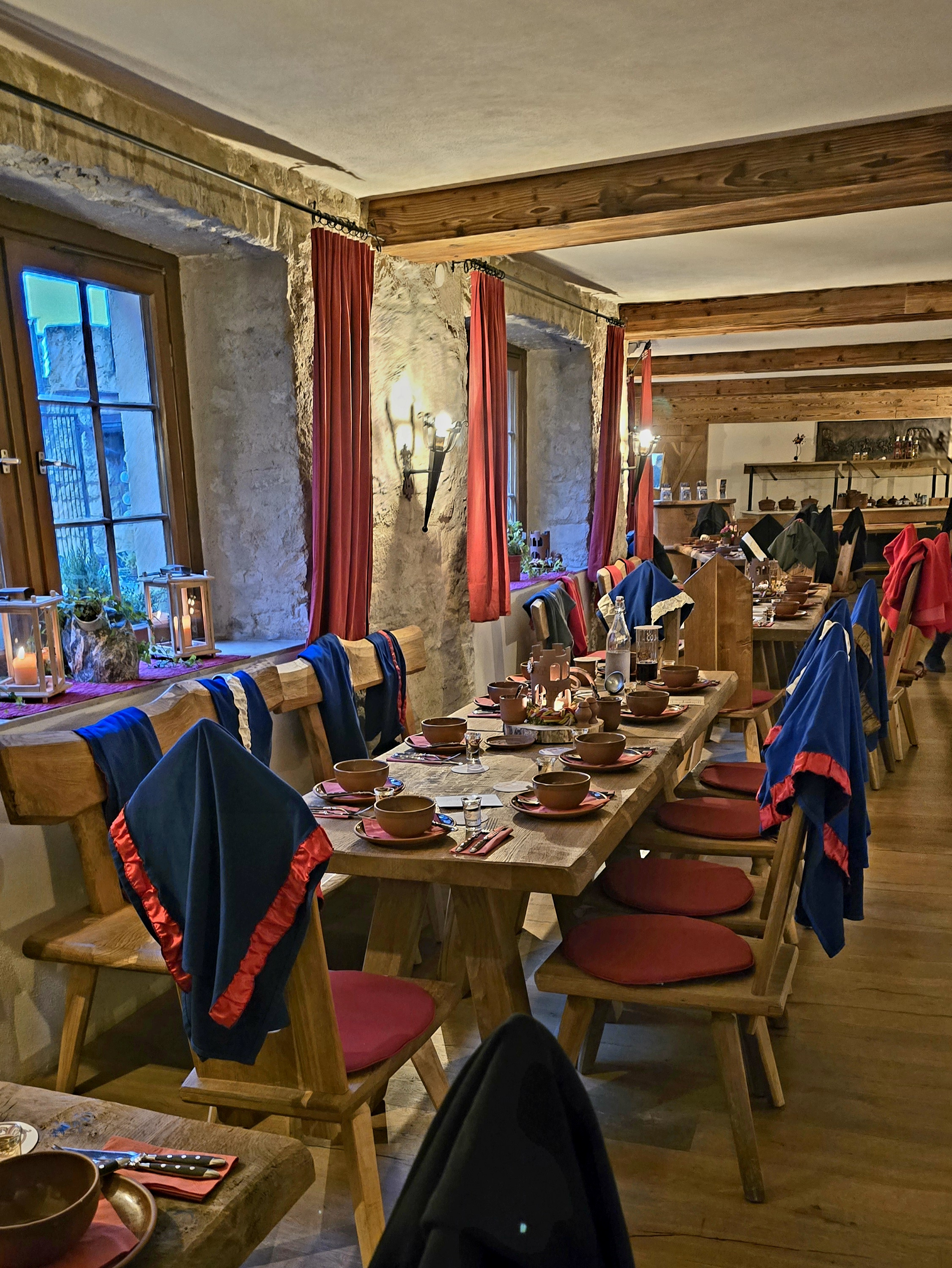
Burgschänke
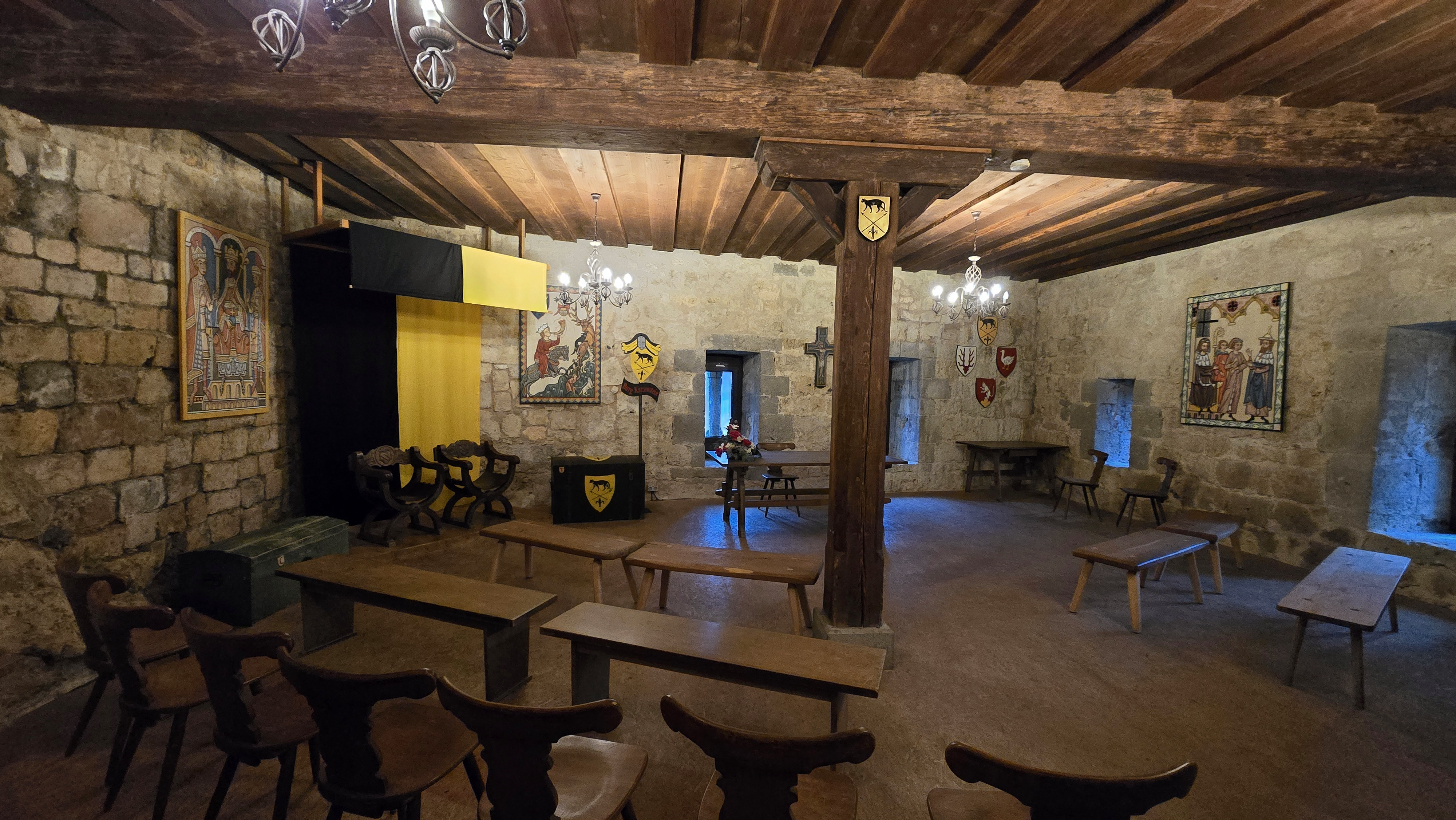
Palas
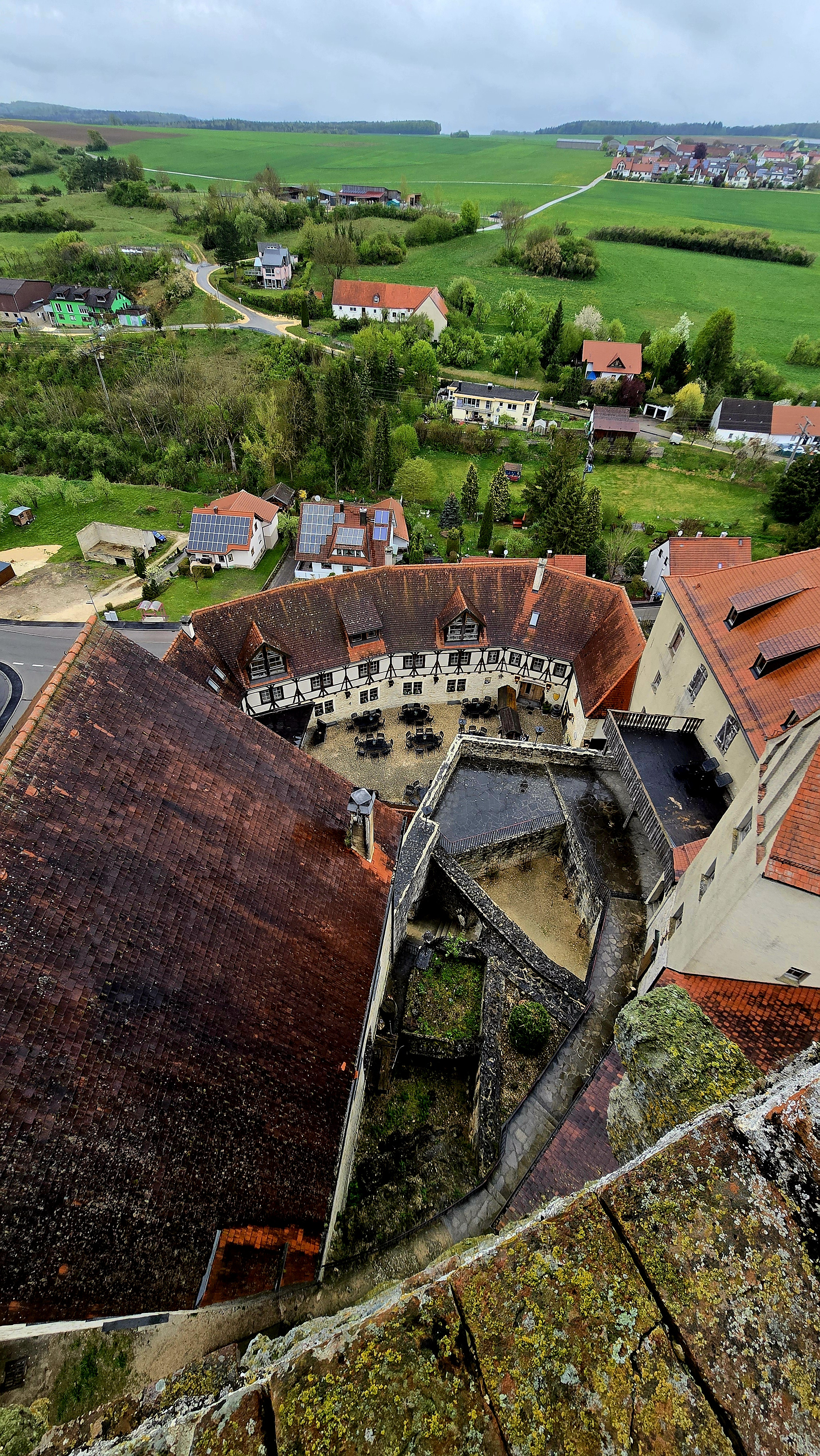
Innenhof vom Turm
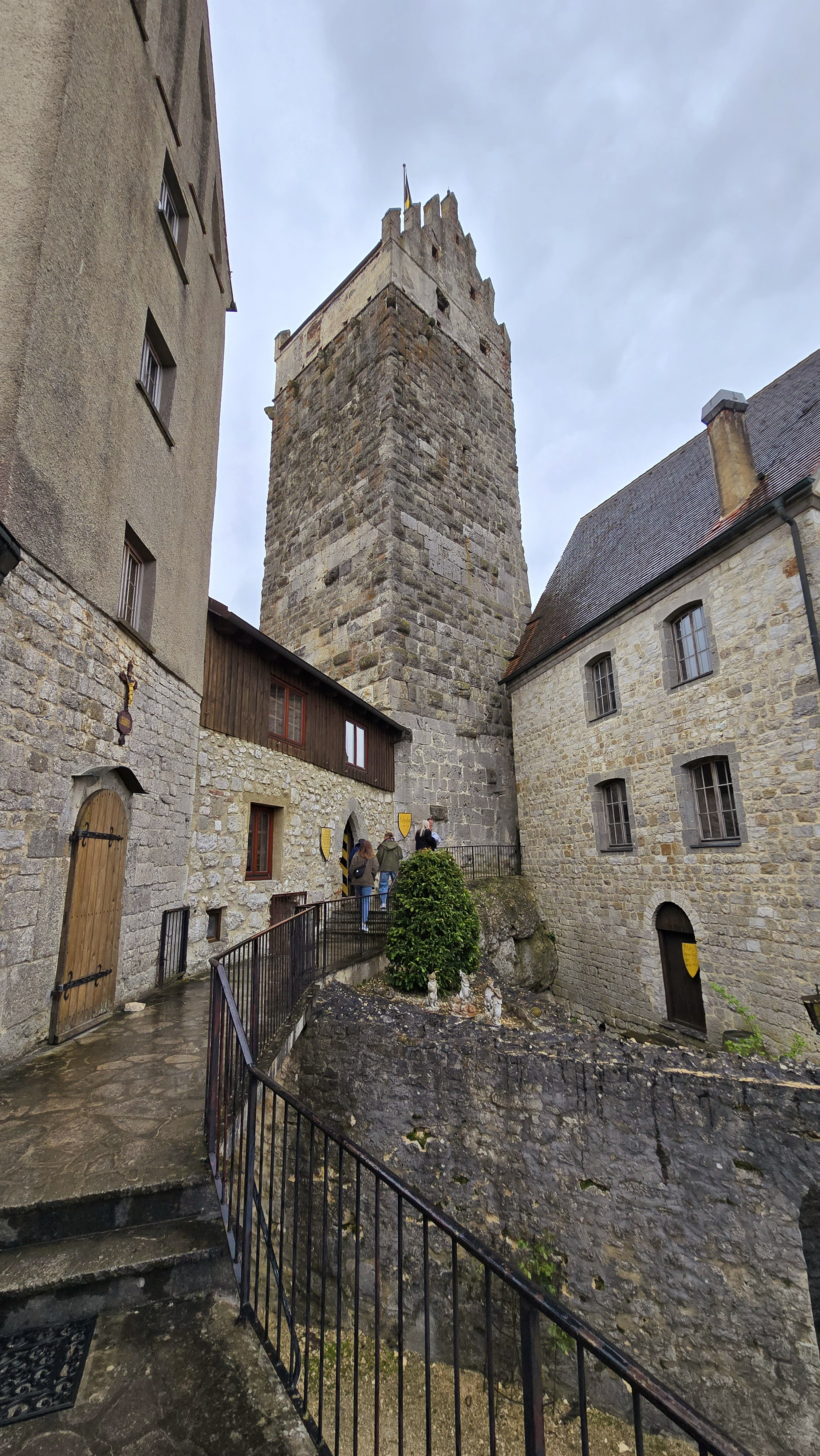
Katzenturm